# Johann Andreas Stein
Pour les articles homonymes, voir Stein.

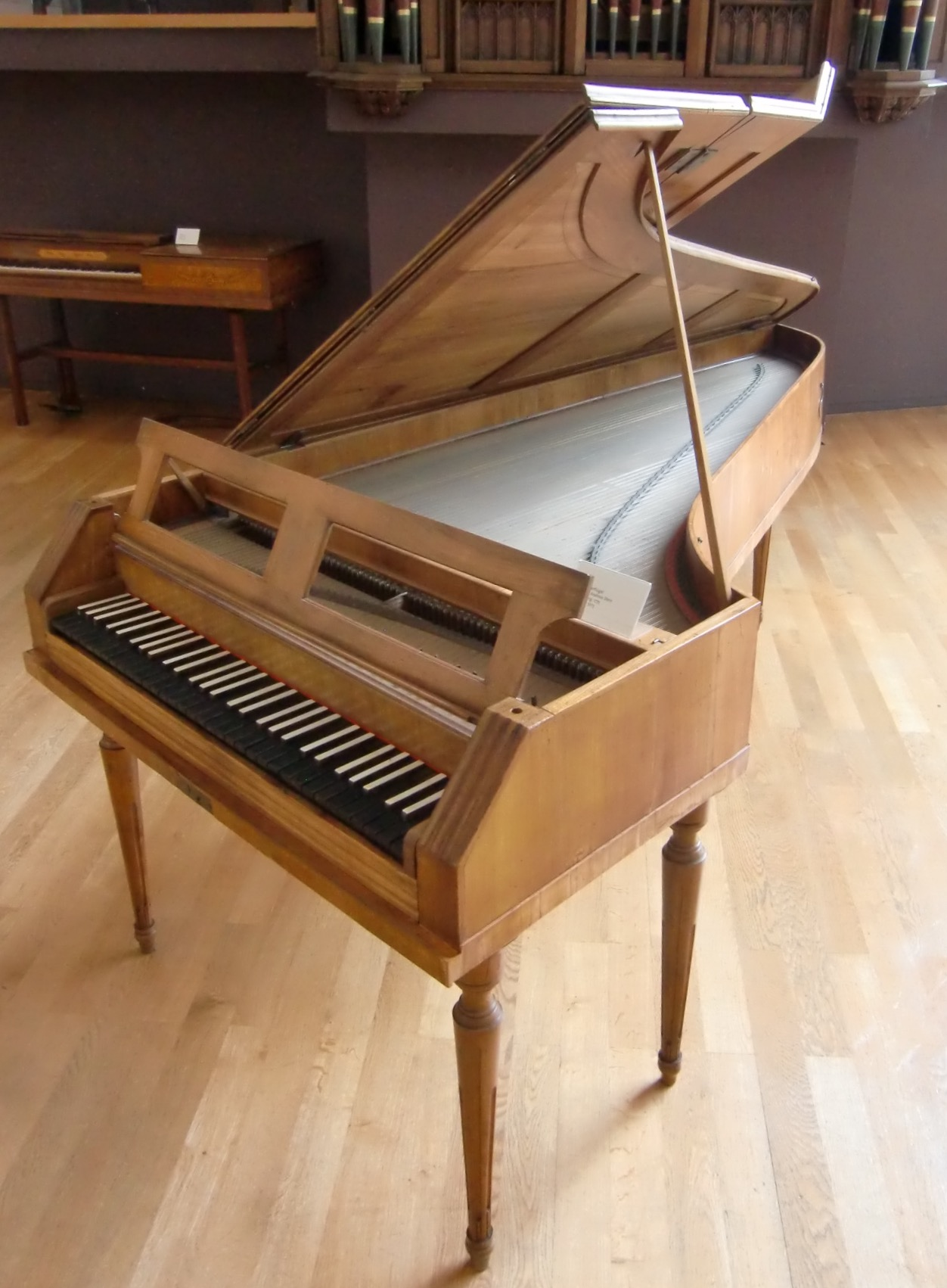
Pianoforte J.A. Stein, Augsburg, 1775. Musikinstrumentenmuseum de Berlin.

Johann Andreas Stein, né le 16 mai 1728 à Heidelsheim (actuellement Bruchsal), mort le 29 février 1792 à Augsbourg, est un facteur allemand d'instruments à clavier, un personnage central dans l'histoire du piano.

## Biographie
Il apprend son métier en partie à l'atelier Silbermann à Strasbourg, où il travaille pour Jean-André Silbermann.
Il s'installe à Augsbourg, où il occupe aussi les fonctions d'organiste.
Il ne construit pas uniquement des pianos, mais aussi d'autres instruments à clavier, dont certains nouvellement inventés.
Un instrument extraordinaire, le « Poli-Toni-Clavichordium », combinait un grand clavecin avec un piano.
En 1772, il construit le "Melodika", un petit orgue où le toucher de l'interprète pouvait agir sur le volume.
En ce qui concerne le clavecin — il en construit vingt-et-un entre 1750 et 1777 —, il n'en reste aucun. Dans la famille des cordes pincées subsistent cependant deux instruments imposants et étonnants (vis-à-vis), combinant un clavecin et un piano-forte se faisant face et imbriqués le long de leurs éclisses courbes. Le plus ancien (1777) possède un clavier côté piano-forte et trois claviers côté clavecin (l'un d'entre eux peut actionner le mécanisme du piano) ; l'étendue est de cinq octaves, la disposition 1 × 16', 2 × 8', 1 × 4' avec dogleg pour l'un des 8' et le très rare jeu d'arpichordum. Le second est plus simple, avec seulement deux claviers pour la partie clavecin. Le vis-à-vis ne possède aucune décoration particulière, ni même rosace. La menuiserie est des plus dépouillées et le bois laissé au naturel.
En 1777, à Augsbourg, Stein fait la connaissance de Mozart. Mozart a utilisé les pianoforte de Stein lors d'une performance publique du triple concerto donnée le 22 octobre, les trois solistes étant Mozart, l'organiste de la cathédrale Demmler et Stein. Mozart a fait l'éloge des pianos de Stein dans une lettre à son père.
Vers la fin de sa vie, surtout à partir de 1790, son activité est en grande partie reprise par sa fille Nannette Streicher. Les pianos de Stein ont servi de modèles à des facteurs contemporains tels que Philip Belt et Paul McNulty.

## Contribution au piano
Annick Fiaschi-Dubois souligne dans un article traitant de l'évolution de l'écriture concertante de CPE Bach jusqu'à Haydn que Wolfgang Amadeus Mozart était subjugué par le pianoforte de Stein.

## Enregistrements
1. Ronald Brautigam. Ludwig van Beethoven. Complete works for solo piano, Vol.9. Stein (McNulty). BIS
2. Alexei Lubimov and his colleagues. Ludwig van Beethoven. Complete piano sonatas. Stein, Walter, Graf, Buchholtz (McNulty). Moscow Conservatory Records